# Turcius Rufius Apronianus Asterius
(Flavius) Turcius Rufius Apronianus Asterius entstammte einer alten römischen Adelsfamilie und lebte in der zweiten Hälfte des 5. Jahrhunderts in Rom. Er bekleidete eine Reihe wichtiger Ämter, so das des Vorstehers der Palastwache (comes domesticorum) und der kaiserlichen Privatkasse (comes rerum privatarum) sowie das des Stadtpräfekten von Rom (praefectus urbi). Er führte den wichtigen Ehrentitel eines Patricius und sein Name findet sich auf einem der Sitze im Amphitheatrum Flavium (dem „Kolosseum“) eingemeißelt. Im Jahre 494 bekleidete er den Konsulat, zu dieser Zeit ein reines, aber sehr prestigeträchtiges Ehrenamt, und führte fortan den Titel eines vir illustris. Die weiteren Lebensdaten sind undeutlich.
Bezeugt ist auch literarische Betätigung. So besagt die subscriptio des Vergilius Mediceus (Florenz, Biblioteca Medicea Laurenziana, Codex Pluteus 39.01), einer der ältesten und berühmtesten Vergil-Handschriften: „Ich, Turcius Rufius Apronianus Asterius … habe den Codex des Bruders Macharius gelesen und korrigiert“ (legi et distincxi codicem) …, was bedeutet, dass Asterius die philologische Abschlusskontrolle durchgeführt oder wenigstens verantwortet hat. Datiert ist dieser Eintrag auf den 21. April 494. Diese Korrekturtätigkeit hat er denn auch zum Thema eines Widmungsgedichtes gemacht, das auf seine Verpflichtungen als Konsul während des Feiertages (der 21. April wurde als „Geburtstag der Stadt Rom“ mit Spielen und Wagenrennen gefeiert) ausdrücklich Bezug nimmt; die insgesamt acht elegischen Distichen sind in derselben Vergilhandschrift überliefert, wo sie allerdings von einer späteren Hand hinzugefügt wurden. Für den spätantiken römischen Aristokraten waren also der Staatsfeiertag und die Edition des Nationaldichters Vergil eng miteinander verzahnt.
Auch für ein anderes Werk, das Carmen Paschale des zeitgenössischen Dichters Sedulius, ist durch die subscriptio in dem ältesten erhaltenen Manuskript die Editionstätigkeit des Asterius belegt. Die Selbstbezeichnung als ex consule ‚gewesener Konsul‘ deutet hierbei auf das Jahr 495 oder später.